# Amblyrhynchus cristatus albemarlensis
Amblyrhynchus cristatus albemarlensis is een ondersoort van de zeeleguaan (Amblyrhynchus cristatus). De ondersoort werd voor het eerst wetenschappelijk beschreven door Irenäus Eibl-Eibesfeldt in 1962.
De zeeleguaan komt voor op de Galapagoseilanden, bij de kust van Ecuador. Het exacte verspreidingsgebied verschilt per ondersoort. Amblyrhynchus cristatus albemarlensis komt endemisch voor op het grootste eiland Isabela. Het is de grootste van alle ondersoorten, de lichaamskleur is donkergrijs.